# Eardington
Eardington är en civil parish i Storbritannien.   Den ligger i grevskapet Shropshire i riksdelen England, i den södra delen av landet, 190 km nordväst om huvudstaden London.